# 神よ、あなたの大地は燃えている!
『神よ、あなたの大地は燃えている!』（ラトビア語: Dievs, tava zeme deg! 1943）は、アンドレイエス・エグリーティスの詩、ルーツィヤ・ガルータの作曲によるカンタータ。ガルータの代表作の一つである。表題は『主よ、あなたの大地は燃えている!』とも訳される。歌詞はラトビア語。

## 内容
パイプオルガン、2名の独唱者（テノール・バリトン）、混声四部合唱により編成され、演奏時間は約50分間。
本カンタータについては、作詞者と作曲者の共同作業が開始された1943年前後当時のラトビア情勢への理解が前提となる。1940年6月、ソビエト連邦が突如ラトビアに侵攻。ラトビアはソ連に編入されラトビア・ソビエト社会主義共和国とされ、同年、3万5千人がソ連により追放もしくは流刑に処せられた。1941年7月にはナチス・ドイツが侵攻、ラトビア在住のユダヤ人、ロマが虐殺された。
このようなラトビアにおける苦難の時代にあって、ラトビア人の神への祈りをカンタータを通して捧げ、ラトビア人の精神昂揚を期して作曲が行われた。完成したカンタータは、キリスト教のイメージと、ラトビア民謡のイメージを合わせ持ち、力強い祈りの歌となっていると評される。
1944年3月15日、初演。聴衆から熱狂的支持を受けた。リガがソビエト連邦軍により再占領されるまで、演奏会に多くの人が足を運んだ。
神への祈りとラトビア人の精神昂揚を期した本カンタータのメッセージは、宗教弾圧を行い多民族を包含するソビエト連邦とは相容れなかった。第二次世界大戦後には演奏会もラジオ放送も禁じられた。
しかしソビエト連邦の崩壊直前の1990年に、1万人の合唱団により、復活演奏された。失われたと考えられていたラジオ放送録音は、1980年代初頭に西ドイツで発見されている。
この曲に、全人類に共通するメッセージを見出した菊地康則により、日本初演が企画され実現した（後述・2003年）。2007年現在、ラトビアでは毎年演奏されるようになっている。
2011年9月11日、ニューヨークのタイムズスクエアで、アメリカ同時多発テロの10周年にあたり演奏される予定となっている。

## 日本初演
日本では、リガ大聖堂での演奏に感銘を受けた菊地康則夫妻の企画により、品川キリスト教会で2003年12月23日に初演された。
- 指揮：長田雅人[4]
- オルガン：浅井美紀[5]
- テノール：福島康晴[6]
- バリトン：ジェフリー・トランブリー[7]
- 合唱：コリス・ゼメネ（イチゴ合唱団の意）[1]